# Entergalactic
Entergalactic è un film d'animazione del 2022 diretto da Fletcher Moules.
Si tratta dell'accompagnamento visivo all'album omonimo creato dal musicista e attore americano Kid Cudi.
Inizialmente annunciato come serie televisiva, ad agosto 2022, è stato annunciato che Entergalactic sarebbe uscito come un film evento. Lo speciale è stato pubblicato negli Stati Uniti il 30 settembre 2022, su Netflix, in contemporanea all'album.
Entergalactic è dedicato alla perdita di Virgil Abloh, fashion designer americano amico di Cudi, con la data di pubblicazione del film uguale alla sua data di nascita. 
Definito un "film evento", esso ha ricevuto i plausi della critica per la sua animazione, stile visivo, musica e storia.

## Trama
Jabari è un affascinante artista amante dello streetwear all'apice del suo successo, avvenuto grazie al suo personaggio Mr. Rager, che disegna sui muri e cartelloni delle strade di New York e a cui sta continuando a lavorare per un fumetto nella casa di produzione Cosmic Comics. Una volta incontrata Meadow, la sua nuova e magnetica vicina di casa appassionata di fotografia, Jabari deve capire se riesce a fare spazio per l'amore nella sua vita, mentre l'incontro con la sua ex mina il loro rapporto.

## Riconoscimenti
- 2023 - Premio Emmy[6]
  - Candidatura per miglior serie animata